# Liste der Kompositionen von Juan María Solare
Das kompositorische Werk von Juan María Solare umfasst Elektronische-, Instrumental- und Vokalmusik sowie Bühnenstücke und Neues Musiktheater.

## Bühnenwerke
- "Veinticinco de agosto, 1983" [Der 25. August 1983]. (1992/1993) [37'30"] Kammeroper in einem Aufzug und fünfzehn Bildern. Libretto von Javier Adúriz nach der gleichnamigen Erzählung von Jorge Luis Borges.

- "Diez Estudios Escénicos" [Zehn szenische Etüden] (Köln-Mollina, Juni–Juli 1996) [20'00"], ohne Text. Für zwei Schauspieler, eine Schauspielerin, diverse Objekte und instrumentales Sextett: Geige, Kontrabass, Horn, Bassklarinette, Vibraphon und Flügel. Mauricio Kagel gewidmet.

- "Trio for One" [Trio für einen]. Szenische Etüde für einen Darsteller bzw. für eine Darstellerin, mit Text auf drei vom Interpret erfundene Pseudo-Sprachen. (Köln, 23/JAN/2000) [4'00"].

- "Cómo cruzar el Río Nebuloso" [Wie man den Nebligen Fluss überquert]. Für zwei Darsteller und drei tragbaren Instrumente (ad libitum Besetzung). Worpswede, Bremen, Madrid, 26/OKT/2007-6/MÄR/2008. Deutsche Fassung: Worpswede, 29/JUN/2008 [ca. 15'00"]

- "Gestenstücke" für vier Performers (Mimen). Im Zug von Berlin nach Bremen, 13/APR/2008. [ca. 13'00"]
  - I - Canon a 4. [3'00]
  - II - Acumulación-Desacumulación 1. [2'00]
  - III - Tutti unisono. [3'00]
  - IV - Acumulación-Desacumulación 2. [2'00]
  - V - Gruppendialog. [3'00]

## Orchester
- "Orchestervariationen" 1991, über die "Variationen für Klavier" [12']

- "La memoria de Caronte" [Das Gedächtnis Charons] (AUG 1994, nach dem gleichnamigen Stück für Klavier) [4'30"]. Ligia gewidmet.

- "Tres Episodios" [Drei Episoden] für Streichorchester (FEB 1995) [3'30"]:
  -     1. "im Nu"
    2. "In no time"
    3. "Ipso Facto"

- "Min az-zulumát" (Aus den Finsternissen) für großes Orchester (Köln, 1995) [16'00"] Besetzung: 3-3-3-3, 4-3-3-1, 2 Schlagzeuger, Klavier, Streichen (12-12-10-8-5 bis 7)

- "... Cuando la cornisa se termina ..." [Wenn das Karnies zu Ende geht] für Streichorchester (4-4-2-2-1), in drei Sätze [14'00" = 4'45"+5'30"+3'45"]. Köln, FEB/MAR 1997.

- "Un ángel de hielo y fuego" ["Ein Engel aus Eis und Feuer"] für großes Orchester (Köln, Mai - 19/Juli/1997) [11'00"]

- "Concertango" für großes Orchester. [Total: 18'30"]

- "Nómade" (aus Sonatango) für (kleines) Streichorchester [3'00"]

## Kammermusik
- "Tema y variaciones" [Thema und Variationen] für Cello & Klavier (Buenos Aires, APR 1985). [ca. 8'00"]
- "Suite Modal" für Flöte und Klarinette (1985) [5']. Verlag Dohr (Köln) ISMN M-2020-286-5.
- "Drei Stücke für Klarinette und Klavier" (1986) [9'35" (3'20"+2'55"+3'20")].
- "Cuatro Croquis" ["Vier Skizzen"] für Flöte und Klavier (1988) [2']
  - 1 - Allegro con spirito [0'20"]
  - 2 - Adagio cantabile [0'45"]
  - 3 - Allegretto [0'15"]
  - 4 - Allegro con brio [0'40"]

- Sonate für Flöte und Klavier (1988) Drei Sätze. [12']

- "Seis bagatelas" [Sechs Bagatellen] für Flöten-Trio (1987) [8'15"] Verlag Dohr (Köln) ED 96307.

- "Demeter" für Streichquartett (1990) [15']. In memoriam des Klarinettisten Ariel Martínez. Erster Kompositionspreis 1990 "Promociones Musicales de la Argentina".

- "Siete monedas" [Sieben Münzen] für Flöte, Bratsche und Violoncello. (1991) [12'45"]

- "Extraños preludios y doble canon" [Seltsame Präludien und Doppelkanon] für Bläserquintett. (1992) [6'30"] Cristina Galarza gewidmet.

- "Pacífico" [Pazifisch], für Blockflöten-Trio (oder Klavier). Buenos Aires, 4/JUN/1992. [0'45"]

- "Ben Oni", für Flöte, Klarinette und Violoncello. (1992) [4'30"]

- "Diálogos últimos" [Letzte Dialoge] für zwei genug verfremdete Schlagzeuger. (NOV 1992) [3'25"]

- "Tres veces Dos Dúos" [Dreimal zwei Duos] für Geige und Bratsche. [Gesamtdauer: 6'50"]
  - I) "Inicial" (Berlin, MÄR 1994) [0'40"]
  - II) (Berlin, MÄR 1994) [1'10"]
  - III) "Isomórfico" (Köln, 16/NOV/1995) [1'30"]
  - IV) "Canónico" (Köln, 31/OKT/1995) [1'00"]
  - V) "Trasnochado" (Köln, 10-15/SEP/1996) [1'15"]
  - VI) "Isorrítmico" (Köln, 15-19/SEP/1996) [1'15"]

- "Arrorró", Konzertwiegenlied für Geige und Klarinette (Köln, 15/MAI/1995) [2'20"]. Anahí und Nicolás Montes gewidmet.
- "Passacaglia über HEIDELBERG" für Klarinette, Violine und Violoncello (Köln, 30/JAN - 11/FEB/1996) [7'00"]. "Für Heidelberg, die erste Stadt, wo ich Schnee gesehen habe, zu ihrem 800. Geburtstag".
- "Tetramorfos", vier Quartette für Gitarren (könnten einzeln gespielt werden) [16'15"]:
  - 1) "Canon de la tortuga negra" (Köln, 3-10/AGO/1996) [3'30"]
  - 2) "A-Be-A del tigre blanco" (Köln, 4-21/AGO/1996) [5'00"].
  - 3) "Tema y Variaciones del dragón azul" (Köln, 18/AGO-30/SEP/1996) [5'15"]
  - 4) "Melodías autorreferentes del pájaro rojo" (Köln, 6-13/OCT/1996) [2'30"]

- "Nana", Wiegenlied für Bratsche und Violoncello. (Köln, 2-7/FEB/1997). [5'15"] Felix Walter-Bauckholt gewidmet.
- "Neverness", zweites Streichquartett. (Köln, 8/APR-2/MAI 1997). [20'00"]
- "Nenia in memoriam Juan Pedro Franze", für Posaune, Kontrabass und Klavier. (Köln, 22/APR-6/MAI 1997) [6'00"]
- "Palmas" [Handfläche], für Chor zu acht Stimmen oder für eine in acht Gruppen geteilte grosse Anzahl von Musikern oder für acht Schlagzeuger. (Köln und Stuttgart, 19/10-29/12/1997) [11'00"]
- "Two Still Lives in Free Fall" [Zwei Stilleben im freien Fall] für Flöte und Cello. (Köln, 8-18/JUN/1998) [5'30"] Tasneem Hanfi und Caroline Stinson gewidmet.
- "Spaghettisssimo" für variable Besetzung (1 bis 6 Instrumentalisten). Für Tom Johnson, zum 60. Geburtstag. [2'00"]. Stuttgart, Juli 1998.
- "Ars Moriendi" [Kunst des Sterbens / Die Kunst zu sterben] für Blockflöten-Quartett (zwei Bässe und zwei Tenöre). Bremen, Buenos Aires und Köln, Oktober 1997, September 1998 und Mai 1999. [8'00"]
- "Arriba los de abajo" [Hoch mit denen von unten; Auf mit den Unteren, Hoch mit den Niederen], sieben Stücke für Trio Basso (Bratsche, Violoncello und Kontrabass). (Köln und Stuttgart, 18/5 bis 20/11/1998). [11'35"]. Heidrun Kiegel gewidmet. Dritter Preis im Kompositionswettbewerb der "Viola Stiftung Walter Witte" (Frankfurt) im Mai 2001.
- "Zugzwang (fünfzehn echte Miniaturen über die Schachstrategie)" für Quartett: Geige (oder Flöte), Alt-Saxophone (oder Klarinette), Kontrabass (oder Cello) und Klavier (oder Synthesizer). Köln, 29/JAN-6/FEB/1999. [3'15"]. Dem GM Lothar Schmid gewidmet.
- "Oasis" [Oase], fünf Stücke für Violoncello und Gitarre. Madrid, Januar/Februar 1992 (zwei erste Stücke) & Köln, Februar/März 1999. [8'00"].
- "Variaciones sin tema (pensamiento paramétrico)" [Variationen ohne Thema (parametrisches Denken)] für Streichtrio (Geige, Bratsche, Cello). Köln, 24/MAI-29/JUN/1999. [6'15"]
- "Nenia per Zorzi" für Klarinette, Violoncello und einen Schlagzeuger (Marimba, Krotalen und Tom-tom). Buenos Aires, 22-30/AUG/1999. Juan Carlos Zorzi in memoriam. [6'00"]
- "Viejo Fueye Deconstruido" [ Alter, dekonstruierter Blasebalg] postmoderner Tango für Tenorsaxophon, Bandoneon, Kontrabass und Klavier. Köln, 2/FEB - 2/MÄR/2000. [9'15"]
- "de capa caída" [Niedergeschlagen], Tango für zwei Klaviere. Köln, 24/FEB - 19/MÄR/2000. [8'00"]. Dorothee Haddenbruch gewidmet.
- "Utopía caminante" [Gehende Utopie], für Posaune und Violoncello. Darmstadt und Köln, 17.–23. April 2000. [3'15"] Zehn Jahre nach dem Tode von Luigi Nono
- "Blockartig", für Blockflötentrio (T, T, B). Diez, Köln und Züge nach und von Amsterdam, 21. Mai bis 19. Juni 2000. [9'00"]. Dem Trio "les trois en bloc" (Barbara Engelmann, Anja Wetzki und Susanne Riemann) gewidmet.
- "Constelación (Nueva Suite Modal)" [Konstellation (Neue Modale Suite)], fünf Stücke für Flöte und Klarinette (Preámbulo, Diálogo, Fragmentación, Rítmico und Coral). Köln, 14. November bis 4. Dezember 2000. [7'00"] Mabel García Martínez gewidmet.
- "Blind Date" für zwei Bassklarinetten (mit theatralischen Elementen). April 2000 - Januar 2001. Paulo Álvares gewidmet.
- "Icarus" für Quintett: Flöte, Klarinette, Violine, Cello und Klavier. Stuttgart und Köln, 1998–99 & 2001. [6'00"]